# Црква Светог Илије у селу Ба
Црква Светог Илије у селу Ба, насељеном месту на територији општине Љиг, припада Епархији ваљевској Српске православне цркве и представља непокретно културно добро као споменик културе.

## Историја и изглед
Црква је, на основу сачуваних аутетичних архитектонских елемената, подигнута у време деспота Стефана Лазаревића, тј. на крају 14. и почетак 15. века. Тролисна основа, димензија 21,5 са 10,5 m, подељена је у унутрашњости на припрату, наос и олтар, са полуобличастим сводом. Споља гледано конхе тролиста су седмостране до висине 1,8 метра, где се на тој висини претапају у полукруг. Горњи делови грађевине нису аутентични, јасно се уочавају трагови лукова над којима се налазила купола. Главни портал поседује украшене камене тордиране довратнике. Прозорски отвори су доста високо постављени, у облику су преломљеног лука и степенасто се сужавају према унутрашњости.
После земљотреса 1998. године, црква је знатно оштећена, па су обављени обимни радови на реконструкцији.